# Spodnje Duplje
Spodnje Duplje (IPA: [ˈspoːdnjɛ duˈpljɛ]) è un insediamento (naselje) di 694 abitanti, della municipalità di Naklo nella regione statistica dell'Alta Carniola in Slovenia.